# گیدورا، هیولای سه‌سر
گیدورا، هیولای سه‌سر (به ژاپنی: 三大怪獣 地球最大の決戦) (به انگلیسی: Ghidorah, the Three-Headed Monster) فیلمی ژاپنی در ژانر کایجو به کارگردانی ایشیرو هوندا و جلوه‌های ویژه ایجی تسوبورایا محصول سال ۱۹۶۴ است. این فیلم که توسط کمپانی توهو تهیه و توزیع شده، پنجمین فیلم از فرنچایز گودزیلا و دومین فیلم گودزیلای تهیه‌شده در آن سال پس از ماترا در برابر گودزیلا است. تهاجم اخترهیولا به دنبال این فیلم در تاریخ ۱۹ دسامبر ۱۹۶۵ منتشر شد.